# Álcool 3-metoxibenzilo
Álcool 3-metoxibenzilo, álcool meta-metoxibenzilo, álcool m-metoxibenzilo, 3-metoxibenzenometanol ou álcool 3-anísico é o composto orgânico com a  fórmula molecular C8H10O2, fórmula linear CH3OC6H4CH2OH, com massa molecular 138,16. É classificado com o número CAS 6971-51-3, CBNumber CB5177736, número de registro Beilstein 2042063, número EC 230-200-5, número MDL MFCD00004637 e PubChem Substance ID 24883572. Apresenta ponto de ebulição de 250 °C a 723 mm Hg, ponto de fusão superior a 110 °C e densidade de 1,112 g/mL a 25 °C e é imiscível com água.